# Agelasta yunnanensis
Agelasta yunnanensis är en skalbaggsart som beskrevs av Stefan von Breuning 1954. Agelasta yunnanensis ingår i släktet Agelasta och familjen långhorningar. Inga underarter finns listade i Catalogue of Life.